# Labourd

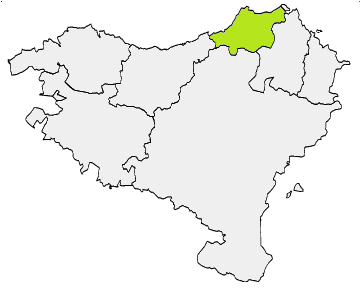
Lage von Lapurdi im Baskenland

Labourd (französisch), Lapurdi (baskisch) oder Labord (gaskognisch) ist eine der drei historischen Provinzen im französischen Baskenland – eine von sieben des gesamten Baskenlandes.
Der Name der Provinz geht zurück auf den alten lateinischen Namen Lapurdum ihrer größten Stadt Bayonne. Heute ist sie ein Teil des Arrondissements Bayonne im französischen Département Pyrénées-Atlantiques. Die alte Hauptstadt der Provinz, die heute keinen offiziellen Charakter hat, ist Ustaritz.

## Geographie

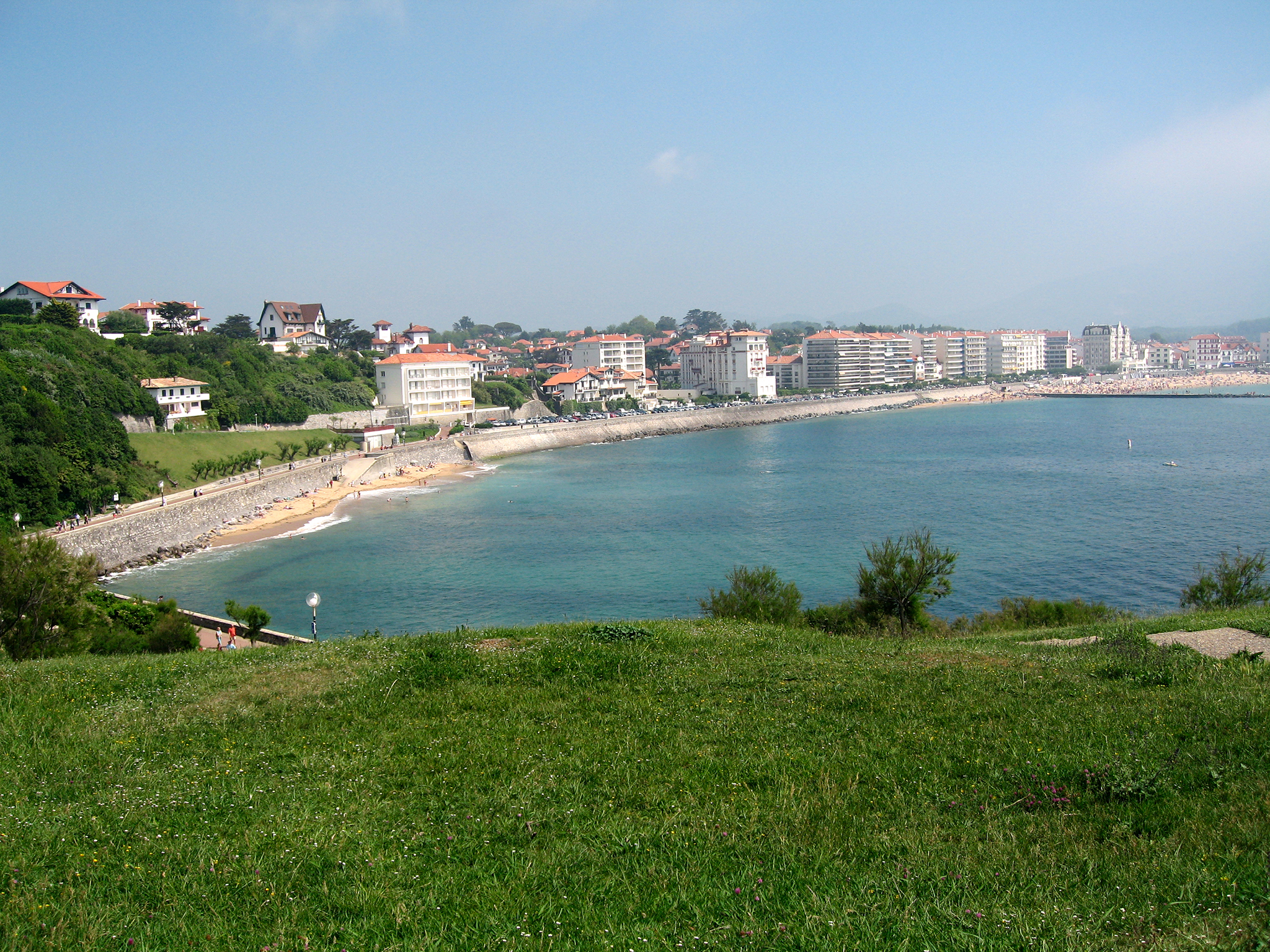
Saint-Jean-de-Luz in Labourd

Labourd grenzt im Norden an die Gascogne, im Süden an die spanischen Provinzen Gipuzkoa und Navarra, im Osten an Nieder-Navarra und im Westen an den Golf von Biskaya. Die Fläche von Labourd beträgt 858 km², die Einwohnerzahl liegt bei 205.000. Mehr als die Hälfte der Einwohner lebt im Ballungsraum BAB Bayonne – Anglet – Biarritz.

### Klima und Relief

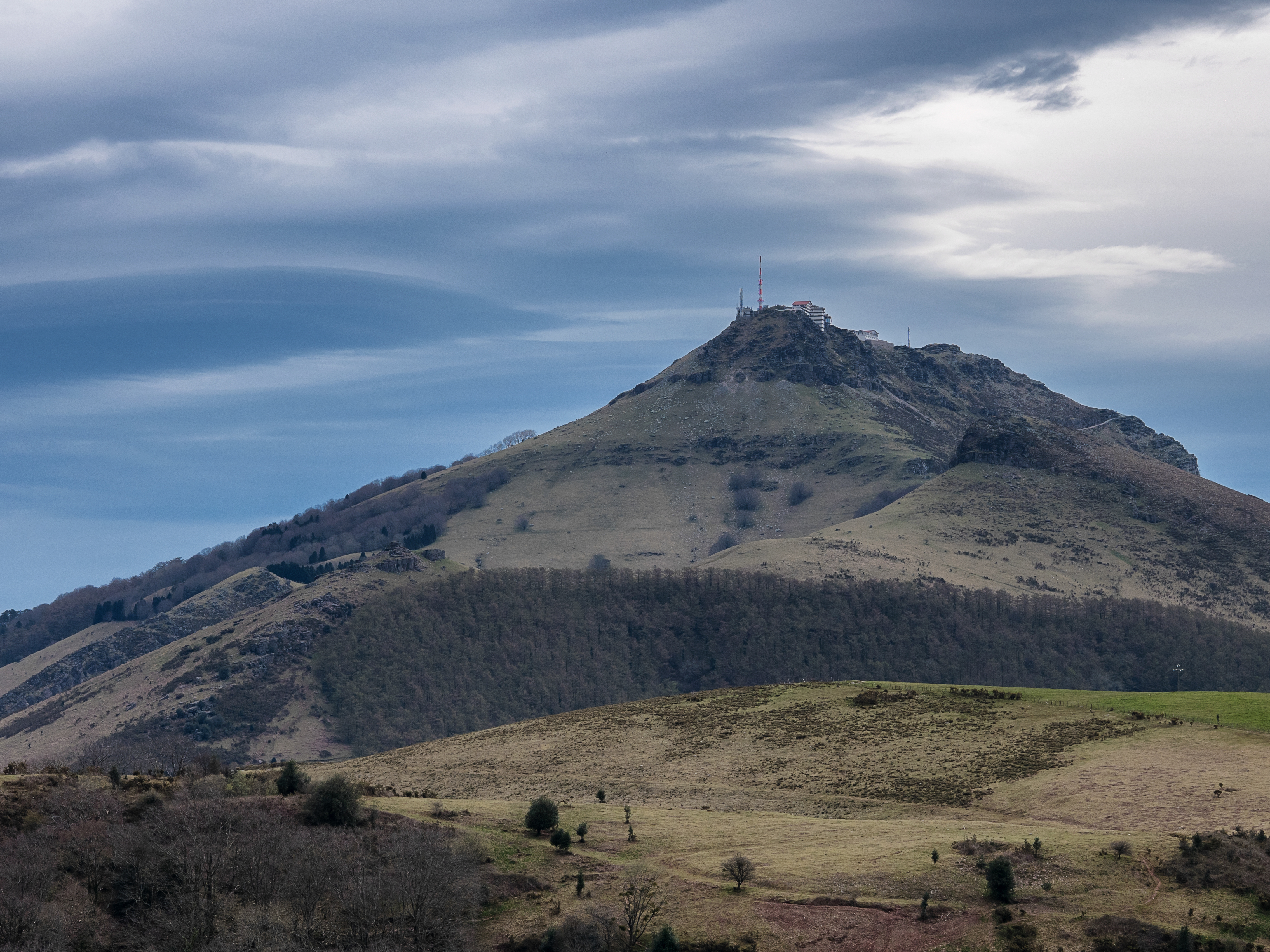
Larrun

Labourd hat ein ausgeprägtes maritimes Klima mit Durchschnittstemperaturen von 4–12 °C im Winter und 16–20 °C im Sommer. Die Landschaft ist hügelig, die größten Erhebungen befinden sich im Süden (westliches Ende der Pyrenäen). Der höchste Berg ist der Larrun (französisch La Rhune) mit 905 m.
Die Provinz wird von den Flüssen Adour, Nive, Nivelle und Bidasoa durchflossen.

### Sprachen
Neben der Amtssprache Französisch wird in Labourd Baskisch und Gaskognisch gesprochen. Rund 26 % der Bevölkerung sind Baskischsprecher. Allerdings beherrschen im Ballungsraum Bayonne-Anglet-Biarritz (BAB) nur 17,1 % das Baskische, 44 % hingegen im ländlichen Raum der historischen Provinz. Gaskognische Mundarten werden in Bayonne und nördlich davon, entlang des Flusses Adour gesprochen.

## Geschichte
Labourd war eine der historischen Provinzen in Frankreich, die 1453 Teil der Domaine royal (Krondomäne) wurde.